# Chocholná-Velčice
Chocholná-Velčice (maďarsky Tarajosvelcsőc) je obec na Slovensku v okrese Trenčín. Žije v ní přibližně 1 700 obyvatel. V obci stojí římskokatolická kaple Panny Marie Sedmibolestné z roku 1945. V katastrálním území obce leží přírodní památka Petrová.

## Historie
První písemná zmínka o vesnici pochází z roku 1345. V roce 1944 byly sloučeny obce Malá Chocholná a Veľká Chocholná do obce Chocholná. V roce 1960 byla sloučena obec Chocholná s obcí Velčice do obce Chocholná-Velčice.